# Halowe Mistrzostwa Świata w Lekkoatletyce 1999 – sztafeta 4 × 400 m mężczyzn
Sztafeta 4 × 400 m mężczyzn – jedna z konkurencji rozgrywanych podczas halowych mistrzostw świata w lekkoatletyce w 1999. Eliminacje odbyły się 6 marca, a finał został rozegrany 7 marca.
Udział w tej konkurencji brały ekipy reprezentujące 8 państw. Zawody te wygrała ekipa ze Stanów Zjednoczonych (w składzie: Andre Morris, Dameon Johnson, Deon Minor, Milton Campbell, Khadevis Robinson), drugą pozycję zajęli zawodnicy z Polski (w składzie: Piotr Haczek, Jacek Bocian, Piotr Rysiukiewicz, Robert Maćkowiak), trzecią zaś reprezentanci Wielkiej Brytanii (w składzie: Allyn Condon, Solomon Wariso, Adrian Patrick, Jamie Baulch, Sean Baldock).

## Wyniki

### Eliminacje
Źródło: 
Bieg 1
| Miejsce | Zawodnicy                                                     | Państwo         | Wynik   | Uwagi |
| ------- | ------------------------------------------------------------- | --------------- | ------- | ----- |
| 1.      | Piotr Rysiukiewicz Piotr Haczek Jacek Bocian Robert Maćkowiak | Polska          | 3:04,25 | NR    |
| 2.      | Kazuhiro Takahashi Jun Osakada Masayoshi Kan Shunji Karube    | Japonia         | 3:05,90 | AR    |
| 3.      | Allyn Condon Sean Baldock Adrian Patrick Solomon Wariso       | Wielka Brytania | 3:06,34 | NR    |
| 4.      | Andrés Martinez Antonio Andrés Juan Vicente Trull David Canal | Hiszpania       | 3:15,94 |       |

Bieg 2
| Miejsce | Zawodnicy                                                               | Państwo           | Wynik   | Uwagi |
| ------- | ----------------------------------------------------------------------- | ----------------- | ------- | ----- |
| 1.      | Andre Morris Dameon Johnson Deon Minor Khadevis Robinson                | Stany Zjednoczone | 3:08,41 |       |
| 2.      | Michael McDonald Linval Laird Sanjay Ayre Danny McFarlane               | Jamajka           | 3:08,90 |       |
| 3.      | Marc Foucan Emmanuel Front Christophe Cheval Bruno Wavelet              | Francja           | 3:09,27 |       |
| 4.      | Martin Lachkovics Andreas Rechbauer Hans-Peter Welz Christoph Pöstinger | Austria           | 3:09,30 |       |

### Finał
Źródło: 
| Miejsce | Zawodnicy                                                     | Państwo           | Wynik   | Uwagi |
| ------- | ------------------------------------------------------------- | ----------------- | ------- | ----- |
| 01 !    | Andre Morris Dameon Johnson Deon Minor Milton Campbell        | Stany Zjednoczone | 3:02,83 | WR    |
| 02 !    | Piotr Haczek Jacek Bocian Piotr Rysiukiewicz Robert Maćkowiak | Polska            | 3:03,01 | AR    |
| 03 !    | Allyn Condon Solomon Wariso Adrian Patrick Jamie Baulch       | Wielka Brytania   | 3:03,20 | NR    |
| 4.      | Michael McDonald Danny McFarlane Linval Laird Roxbert Martin  | Jamajka           | 3:05,13 | NR    |
| 5.      | Kazuhiro Takahashi Jun Osakada Masayoshi Kan Shunji Karube    | Japonia           | 3:06,22 |       |
| 6.      | Marc Foucan Emmanuel Front Bruno Wavelet Fred Mango           | Francja           | 3:06,37 | NR    |